# Microhyla irrawaddy
Microhyla irrawaddy — вид жаб з родини карликових райок (Microhylidae). Описаний у 2019 році.

## Поширення
Ендемік М'янми. Відомий у двох близько розташованих локалітетах в окрузі Пакокку області Магуе (центральна М'янма). Трапляється у передмісті міста Пакокку на березі річки Іраваді (типова місцевість) та в околицях села Кан Паук за 30 км на північ від типової місцевості.